# Palo Blanco de Caletas
Palo Blanco de Caletas, conocido también como Palo Blanco, es un caserío peruano ubicado en el distrito de Sapillica, perteneciente a la provincia de Ayabaca del departamento de Piura, al norte del Perú. 

## Ubicación
Palo Blanco se ubica al oeste de la provincia de Ayabaca, en el distrito de Sapillica, en el departamento de Piura.

## Demografía
En 2017 Palo Blanco tenía una población de 152 habitantes.